# Listă de sculptori italieni
Aceasta este o listă de sculptori italieni.

## A
- Giovanni Antonio Amedeo

## B
- Nanni di Banco
- Bartolommeo Bandinelli
- Gian Lorenzo Bernini
- Rembrandt Bugatti
- Alberto Burri

## C
- Antonio Canova
- Agostino Carlini
- Alik Cavaliere
- Benvenuto Cellini
- Vincenzo Cinque
- Antonio Corradini
- Venanzo Crocetti

## D
- Giovanni de Martino
- Donatello
- Giovanni Antonio Dosio

## F
- Lucio Fontana

## G
- Vincenzo Gemito
- Tommaso Geraci
- Lorenzo Ghiberti
- Emilio Greco

## J
- Ottaviano Jannella
- Juste de Juste

## L
- Francesco Laurana

## M
- Giuliano da Maiano
- Giacomo Manzù
- Carlo Marchionni
- Marino Marini
- Michelangelo
- Amedeo Modigliani

## N
- Costantino Nivola

## P
- Filippo Parodi
- Giovanni Pisano

## Q
- Jacopo della Quercia

## R
- Francesco Robba
- Giovanni Cristoforo Romano
- Medardo Rosso
- Camillo Rusconi

## S
- Giuliano da Sangallo
- Jacopo Sansovino
- Pinuccio Sciola

## T
- Pietro Tacca
- Eugenio Tavolara

## V
- Alberto Viani
- Leonardo da Vinci

## X
- Ettore Ximenes